# Веннемарс, Эрбен
Эгберт Рольф «Эрбен» Веннемарс (нидерл. Egbert Rolf "Erben" Wennemars; 1 ноября 1975; Далфсен Нидерланды) — нидерландский конькобежец, пятикратный чемпион мира на отдельных дистанциях, двукратный чемпион мира в спринтерском многоборье, двукратный бронзовый призёр Олимпийских игр 2006 года, многократный чемпион Нидерландов, спортсмен года Нидерландов 2003 года.

## Рекорды мира
Веннемарс трижды устанавливал рекорд мира по сумме малого многоборья (500, 3000, 1500, 5000), а также один раз побил рекорд на дистанции 1500 метров.
| № | Дисциплина       | Результат | Дата            | Место          |
| - | ---------------- | --------- | --------------- | -------------- |
| 1 | малое многоборье | 153,583   | 16 августа 1998 | Калгари        |
| 2 | малое многоборье | 149,188   | 15 августа 1999 | Калгари        |
| 3 | малое многоборье | 146,365   | 13 августа 2005 | Калгари        |
| 4 | 1500 м           | 1.42,32   | 9 ноября 2007   | Солт-Лейк-Сити |